# Saryčev
Il monte Saryčev (in russo Сарычев; вулкан Сарычева?) è uno stratovulcano che domina l'isola di Matua nelle isole Curili in Russia. Il giovane vulcano si innalza con un cono quasi simmetrico sull'isola Matua, è uno dei vulcani più attivi della regione.
Venne così chiamato dal cartografo ed esploratore della Marina Imperiale Russa Gavriil Andreevič Saryčev (1763 - 1831).
Le eruzioni di questo vulcano sono registrate dagli inizi del settecento. La precedente eruzione risale al 1976, ma la più importante risale al 1046, quando la lava raggiunse le coste dell'isola.

## Eruzione del 2009

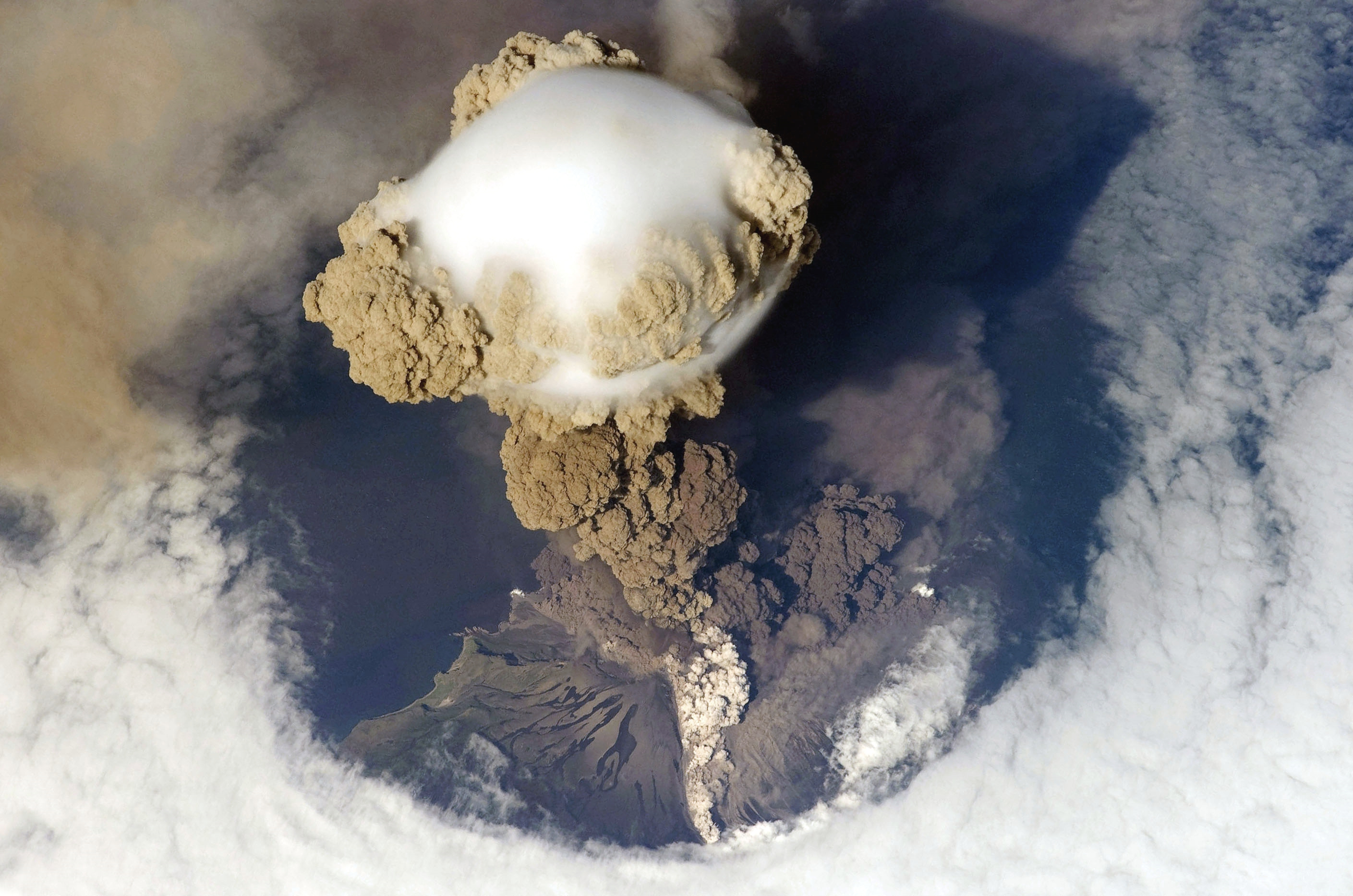
Pennacchio dell'eruzione con colata piroclastica in basso a destra
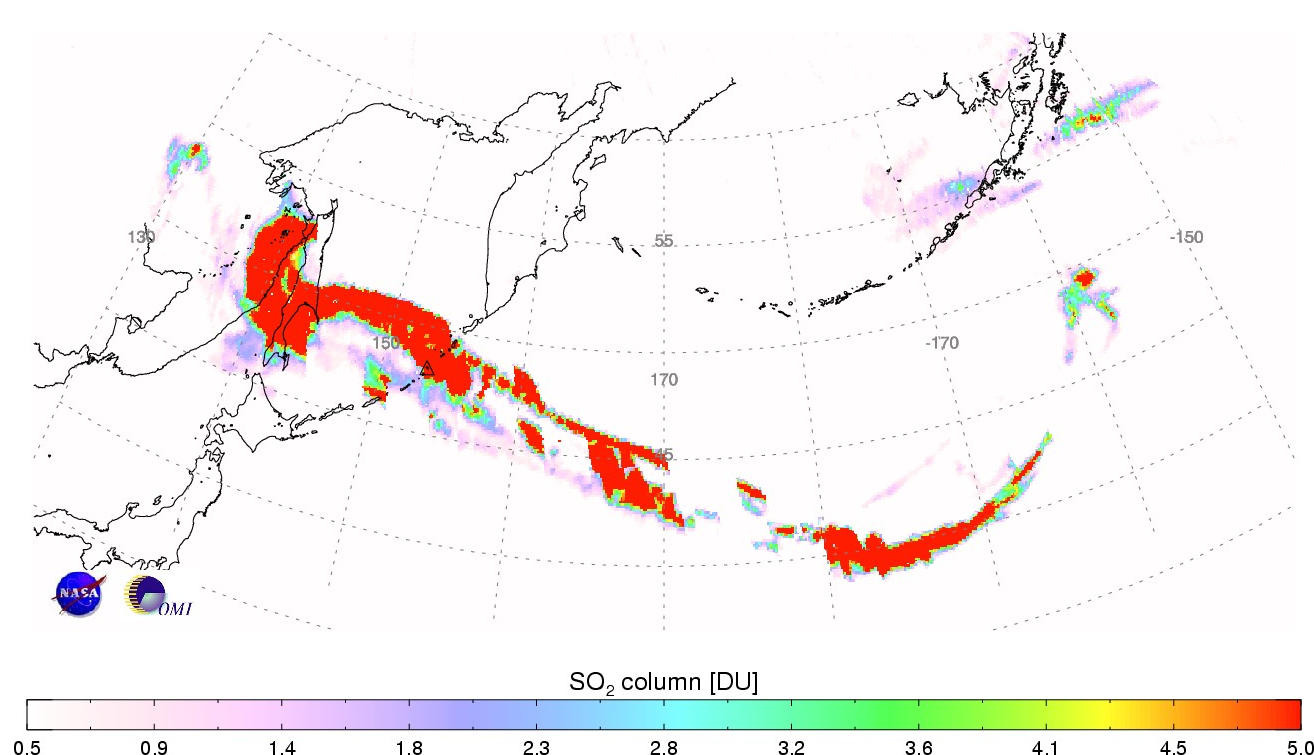
La nuvola di Diossido di zolfo immessa nell'atmosfera dall'eruzione del Sarychev dal 12 al 17 giugno 2009

Il 12 giugno 2009 ha iniziato una nuova forte attività eruttiva, innalzando un'imponente colonna di fumo e ceneri, per un'altezza di 12 km.. Il vulcano, che si trova su un'importante rotta aerea tra l'Asia Orientale e il Nord America, ha creato problemi per le rotte di questa tratta..

Eruzione del Saryčev, 14-15 giugno 2009
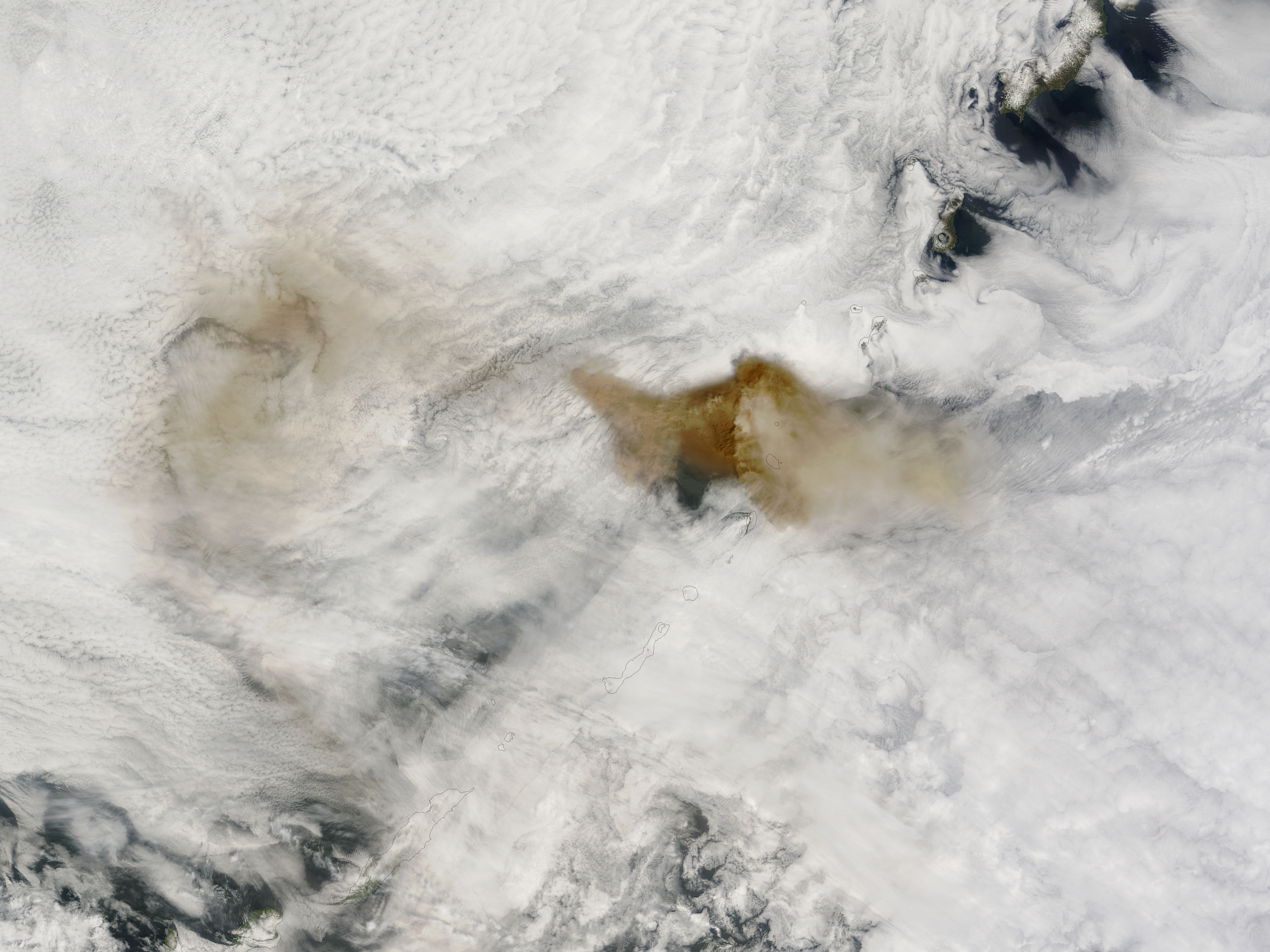
14 giugno 2009, 1:05 p.m.
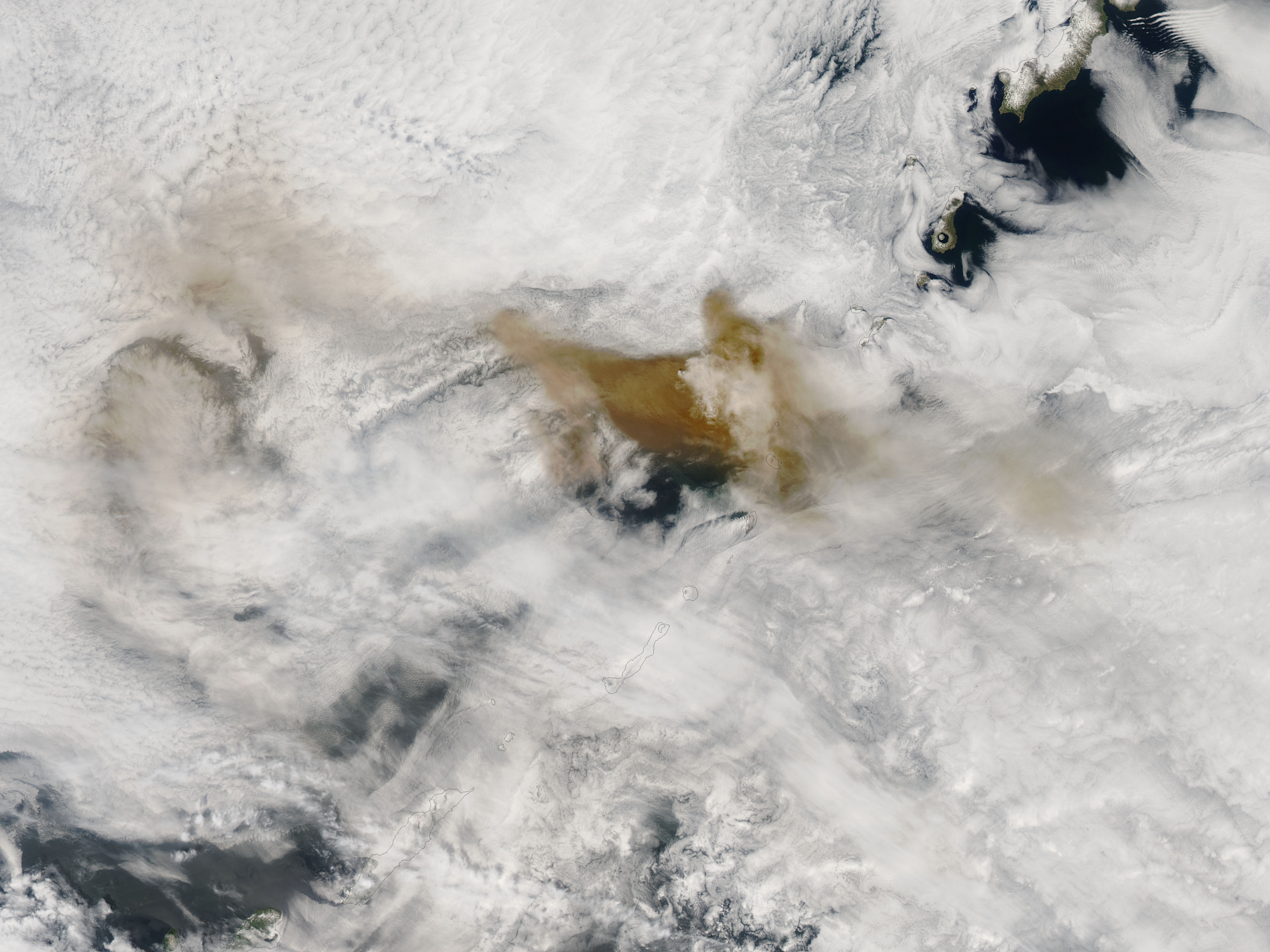
14 giugno 2009, 2:50 p.m.
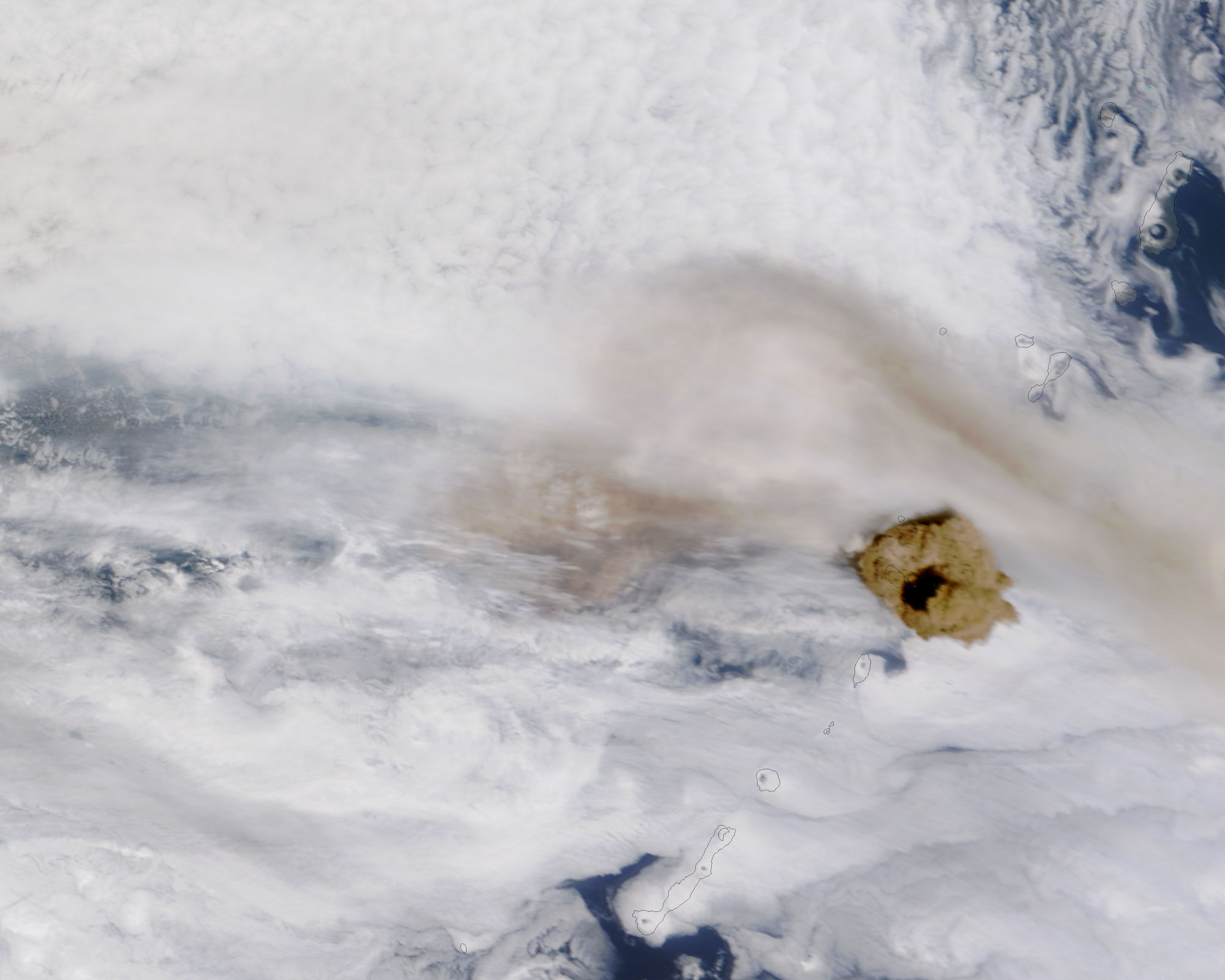
15 giugno 2009, 1:45 p.m.
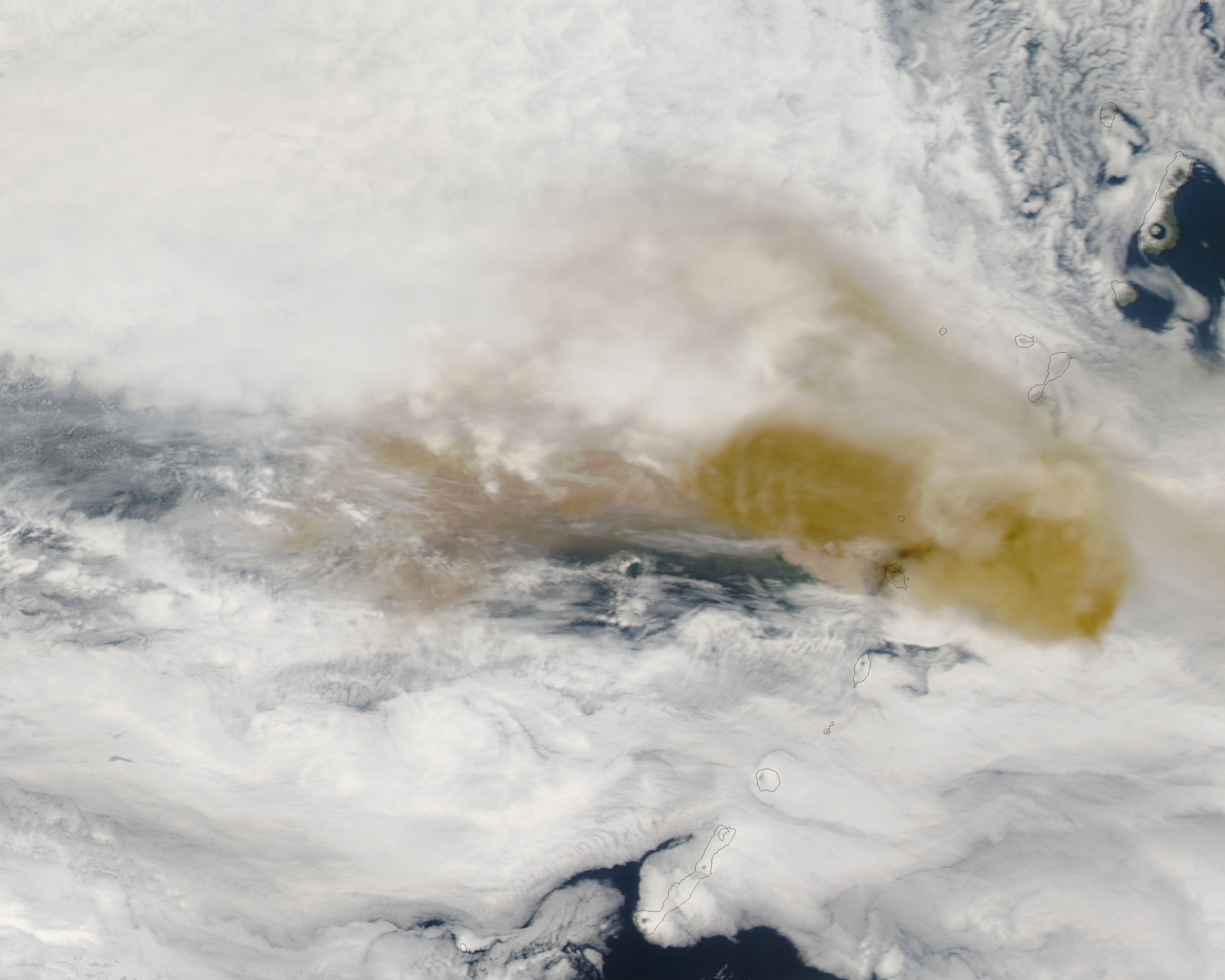
15 giugno 2009, 3:35 p.m.